# Deutsches Netzwerk für Qualitätsentwicklung in der Pflege
Das Deutsche Netzwerk für Qualitätsentwicklung in der Pflege (kurz: DNQP) ist ein bundesweiter Zusammenschluss von Pflegeexperten, die sich mit der Förderung der Pflegequalität auf der Basis von Praxis- und Expertenstandards in allen Einsatzfeldern der Pflege auseinandersetzen. Der Sitz der Geschäftsstelle des DNQP befindet sich an der Hochschule Osnabrück. Das Netzwerk wurde 1992 von Doris Schiemann (Pflegewissenschaftlerin an der HS Osnabrück) gegründet und bis 2012 geleitet. Seitdem ist Andreas Büscher (Pflegewissenschaftler an der HS Osnabrück) wissenschaftlicher Leiter des DNQP.

## Ziele
Ziele des DNQP sind die Entwicklung, Konsentierung und Implementierung evidenzbasierter Expertenstandards in allen Einsatzfeldern der professionellen Pflege sowie die Beforschung von Methoden und Instrumenten zur Qualitätsentwicklung und -messung in der Pflege.

## Entwicklung von Qualitätsnetzwerken in der Pflege auf europäischer und nationaler Ebene
Der Aufbau von Qualitätsnetzwerken in der Pflege auf europäischer und nationaler Ebene Anfang der 1990er Jahre stand in engem Bezug zum ehrgeizigen Programm der Weltgesundheitsorganisation (WHO) „Gesundheit für alle im Jahr 2000“ von 1980. In ihrer 31. Zielsetzung wurden alle Mitgliedsstaaten aufgefordert, bis 1990 effektive Verfahren zur Qualitätssicherung in der Patientenversorgung zu entwickeln und anzuwenden. Damit waren die Gesundheitsberufe innerhalb der Mitgliedsstaaten aufgerufen, die fachlichen und methodischen Kriterien guter Qualität in der Patientenversorgung zu definieren und ihren spezifischen Beitrag zur Entwicklung geeigneter Verfahren zur Qualitätsförderung und -messung zu leisten.
Auf europäischer Ebene wurde zur Umsetzung dieses Programms vom Pflegereferat Pflegewesen im WHO-Regionalbüro Europa in Kopenhagen eine englischsprachige Arbeitsgruppe für fünf Jahre damit beauftragt, Voraussetzungen zur Entwicklung und Einführung von Pflegestandards auf Grundlage der angloamerikanischen Fach- und Forschungsliteratur zu erarbeiten. Mit der Übersetzung der wesentlichen Ergebnisse der WHO-Arbeitsgruppe und ihrer Verbreitung durch die Hochschule Osnabrück ist es gelungen, den Fachdiskurs über die Weiterentwicklung in der Pflegequalität Ende der 1980er Jahre auch in den deutschsprachigen Ländern verstärkt in Gang zu setzen.
Nach Beendigung des WHO-Förderprogramms trafen Mitglieder der ehemaligen WHO-Arbeitsgruppe die Entscheidung, ein europäisches Netzwerk zur Qualitätsentwicklung zu gründen, um in diesem Rahmen den Dialog über wirksame Methoden und Instrumente zur Qualitätsentwicklung in der Pflege auf europäischer Ebene fortsetzen zu können. In einem weiteren Schritt sollten die beteiligten Länder aufgefordert werden, eigene nationale Netzwerke zur Gewährleistung eines kontinuierlichen Wissenstransfers zwischen den Partnerländern zu gewährleisten. Die Gründung des Europäischen Netzwerks für Qualitätsentwicklung in der Pflege (EuroQUAN) erfolgte 1992 durch das Oxforder Royal College of Nursing (RCN) unter Federführung von Alison Kitson. Doris Schiemann, Pflegewissenschaftlerin an der Hochschule Osnabrück, wurde als deutsche Vertreterin in die Steuerungsgruppe von EuroQUAN berufen. Noch im selben Jahr begann sie mit dem Aufbau des Deutschen Netzwerks für Qualitätsentwicklung in der Pflege (DNQP) an der Hochschule Osnabrück und leitete es bis zu ihrer Emeritierung 2012. Die Hochschule Osnabrück verfügte aufgrund der Erfahrungen mit der Entwicklung und Erprobung von Pflege-Studiengängen und der Etablierung des Lehr- und Forschungsgebietes Pflegewissenschaft seit Beginn der 1980er Jahre über weitreichende Kontakte und Vernetzungen zu Berufsverbänden, Gesundheitsministerien auf Bundes- und Landesebene sowie Bildungs-, Forschungs- und Praxiseinrichtungen im In- und Ausland. Damit waren günstige Voraussetzungen für einen zügigen Aufbau tragfähiger Netzwerkstrukturen gegeben. Unter diesen Rahmenbedingungen war es möglich, bereits 1994 einen hochkarätigen Lenkungsausschuss zu bilden, analog zur Steuerungsgruppe von EuroQUAN. Seine Mitglieder sind in unterschiedlichen Aufgabenfeldern der Pflegepraxis und -wissenschaft tätig.
Schwerpunkt der inhaltlichen Arbeit des DNQP war zunächst die Entwicklung und Beforschung betriebsinterner Pflegestandards. In diesem Kontext nahm der Fachdiskurs über die Methode der „Stationsgebundenen Qualitätsentwicklung“ (SQE) einen breiten Raum ein. Ein wichtiges Medium zum Informationsaustausch innerhalb des DNQP waren regelmäßig stattfindende Workshops sowie eine jährliche schriftliche Berichterstattung der Netzwerk-Mitglieder über ihre Qualitätsaktivitäten. Netzwerk-Mitglieder sind Vertreter von ambulanten und stationären Pflege- und Behinderteneinrichtungen, Krankenhäusern und Bildungseinrichtungen des Gesundheitswesens. Die Auswertung der Berichte wurde in einem Netzwerk-Katalog zusammengefasst und veröffentlicht. Dem Netzwerk-Katalog von 1999 war bereits ein deutlicher Trend der Mitgliedseinrichtungen (knapp 90 Einrichtungen hatten sich an der Befragung beteiligt) zur Anwendung der SQE zu entnehmen. Analog zu Erfahrungen der weiterentwickelten europäischen Partnerländern konnte in diesen Einrichtungen (überwiegend Krankenhäuser) ein beachtlicher methodischer Kompetenzzuwachs im Rahmen der Entwicklung und systematischen Einführung der dezentral entwickelten Pflegestandards festgestellt werden. Weit hinter den Erwartungen zurück blieben allerdings Steigerungen des fachlichen Niveaus der Pflegestandards selbst, denn sie basierten vorrangig auf Lehrbuchwissen und individuellen Praxiserfahrungen der an der Entwicklung beteiligten Pflegekräfte. Historisch betrachtet stellte die Einführung der SQE zu diesem Zeitpunkt eine Überforderung der Pflegepraxis in Deutschland dar. Selbst in Einrichtungen mit besonders hohem Entwicklungsstand war es nicht möglich, innovative und auf aktueller Fachliteratur basierende Standards zu entwickeln und damit für Patienten spürbare Verbesserungen der Pflegequalität zu erzielen. Hierzu wäre neben der methodischen Begleitung, die im Rahmen der SQE mit dafür spezifisch qualifizierten Projektbegleiter zu gewährleisten ist, auch eine fachliche Begleitung durch pflegewissenschaftlich qualifiziertes Fachpersonal erforderlich gewesen. Diese stand aber in den 1990er Jahren nur äußerst selten zur Verfügung. Diese Erkenntnisse wurden durch zwei Forschungsprojekte des DNQP untermauert: Das 1. Projekt fand von 1993 bis 1995 in Kooperation mit dem Nationalen Institut der Niederlande (CBO) am Universitätsklinikum Benjamin Franklin (heute Charité) statt, gefördert vom Bundesministerium für Gesundheit (BMG), das 2. Projekt wurde von 1998 bis 2001 an der Medizinischen Hochschule mit Forschungsmitteln des Ministeriums für Wissenschaft und Kultur in Niedersachsen durchgeführt.
Nach intensiven Diskussionen hat das DNQP 1999 in der Folge einen Strategiewechsel vollzogen und arbeitet seitdem in Kooperation mit dem Deutschen Pflegerat (DPR) an der Entwicklung evidenzbasierter Expertenstandards, die für alle Aufgabenfelder der professionellen Pflege richtungsweisend sind. Mit der Entscheidung, Qualitätsvereinbarungen auf nationaler Ebene zu treffen verfügen die Pflegeberufe über weitere notwendige Voraussetzungen zur Lenkung der Professionalisierung und Qualifizierung der Pflegeberufe. Mit diesem Schritt war es dem DNQP außerdem möglich, den Anschluss an den internationalen Entwicklungsstand auf dem Gebiet der Entwicklung und Anwendung evidenzbasierter Qualitätsinstrumente in Pflege und Medizin herzustellen.
Die Finanzierung der Entwicklung von Expertenstandards des DNQP erfolgte zunächst (von 1999 bis 2008) aus Fördermitteln des BMG als auch aus Einnahmen des DNQP und seit 2008 ausschließlich aus eigenen Einnahmen. Dabei handelt es sich um Verkaufserlöse aus Veröffentlichungen und Einkünften im Rahmen der DNQP-Veranstaltungen. Mit dieser Finanzierungsform aus öffentlicher Förderung und Eigenmitteln ist die Unabhängigkeit des DNQP von kommerziellen oder anderen Interessengruppen sichergestellt. Hervorzuheben ist, dass ein maßgeblicher Anteil der Aktivitäten im DNQP ehrenamtlich erbracht wird, vor allem durch Lenkungsausschuss und Exerpertenarbeitsgruppen.
Ein wichtiger Anstoß für die Projektförderung von Expertenstandards durch das BMG war der Beschluss der Gesundheitsministerkonferenz der Länder (GMK) von 1999 über die „Ziele einer einheitlichen Qualitätsstrategie im Gesundheitswesen“, in dem neben der Ärzteschaft auch die Pflegeberufe verpflichtet wurden, sich im Rahmen der Qualitätssicherung um wissenschaftliche Verfahren, evidenzbasierte Instrumente und fachliche Kompetenzen zu kümmern. Mit Inkrafttreten des Pflege-Weiterentwicklungsgesetzes (PfWG) 2008 sind die Expertenstandards des DNQP als ein wesentliches Qualitätsinstrument in den institutionellen Rahmen und den rechtlichen Zusammenhang des  Elften Sozialgesetzbuches gestellt worden. In Anlehnung an das „DNQP-Methodenpapier“ von 2007 ist eine Verfahrensordnung erarbeitet worden, die weitgehend sicherstellt, dass eine unabhängige Entwicklung von Expertenstandards auf hohem fachlichen Niveau stattfinden kann und Transparenz über die Ergebnisse der einzelnen Verfahrensschritte gegenüber der Fachöffentlichkeit gewährleistet ist. Aufträge zur Erarbeitung von Expertenstandards für die Pflege in Einrichtungen aus dem Geltungsbereich des PfWG erfolgen auf der Grundlage fachöffentlicher Ausschreibungen. Bisher gab es nur eine Ausschreibung. Sie erfolgte 2012 zum Thema „Erhaltung und Förderung der Mobilität in der Pflege“. Den Auftrag erhielt das DNQP.
Das DNQP verfolgt weiterhin seine sektorenübergreifende Qualitätsarbeit und hat sich auf eine dauerhafte Etablierung eingestellt. Es sieht darüber hinaus die Notwendigkeit, das Spektrum wissenschaftlich erprobter und wirksamer Qualitätsinstumente zu erweitern, um nachhaltig an den Erfahrungen des Auslands anknüpfen zu können. Besonderes Interesse besteht an der Entwicklung und Anwendung evidenzbasierter Qualitätsindikatoren. Entsprechend den internationalen Regeln zur Entwicklung von Qualitätsindikatoren ist eine enge Anbindung an die Schlüsselinstrumente, Leitlinie und Expertenstandard zu dem jeweiligen Themenschwerpunkt anzustreben. Die Expertenstandards des DNQP bieten sich als Grundlage für die Entwicklung wissenschaftlich hochwertiger Indikatoren sowohl für das interne Qualitätsmanagement als auch für die externe vergleichende Qualitätssicherung an, entsprechend den gesetzlichen Vorschriften von § 137 SGB V und § 115 SGB XI. Mit dem Generalindikator „Dekubitusprophylaxe“ ist hier ein erster Schritt getan.

## Die Expertenstandards des DNQP

### Begriff und Funktion von Expertenstandards
Schon seit längerem gibt es in verschiedenen Einrichtungen Arbeitsablaufbeschreibungen und Pflegestandards. Sie wurden in der Regel in Qualitätszirkeln entwickelt, in denen das individuelle (Erfahrungs-)Wissen der Pflegekräfte zu bestimmten Abläufen oder Techniken konsentiert wurde. Im Ergebnis hielten derart gestaltete Pflegestandards Überprüfungen seitens der Wissenschaft und des Qualitätsmanagements nicht Stand. Auch eine Übertragung auf oder ein Vergleich mit anderen Einrichtungen mit gleichem Aufgabenschwerpunkt war kaum möglich.
Die Expertenstandards des DNQP sind evidenzbasierte Instrumente, die den spezifischen Beitrag der Pflege für die gesundheitliche Versorgung von Patienten, Bewohner und ihren Angehörigen zu zentralen Qualitätsrisiken aufzeigen und als Grundlage für eine kontinuierliche Verbesserung der Pflegequalität in Gesundheits- und Pflegeeinrichtungen dienen. Sie geben die Zielsetzung komplexer pflegerischer Aufgaben sowie Handlungsspielräume und -alternativen vor und eignen sich für Pflegeprobleme mit erheblichem Einschätzungsbedarf sowie Pflegehandlungen mit hohem Interaktionsanteil. Sie zeigen das angestrebte Niveau der Leistungserbringung auf und sind daher nicht mit Arbeitsablaufbeschreibungen (procedures) zu verwechseln. Expertenstandards stellen ein professionell abgestimmtes Leistungsniveau dar, das dem Bedarf und den Bedürfnissen der angesprochenen Bevölkerung angepasst ist und Kriterien zur Erfolgskontrolle der Pflege einschließt. Ihre Funktion besteht hauptsächlich darin, neben der Definition beruflicher Aufgaben und Verantwortungen, eine evidenzbasierte Berufspraxis zu fördern und Innovationen in Gang zu setzen. Darüber hinaus fördern sie – analog zu ärztlichen Leitlinien – die interprofessionelle Kooperation in der Gesundheitsversorgung.

### Sechsstufiges Konzept zur Entwicklung und Einführung evidenzbasierter Expertenstandards
Die Expertenstandards werden in einem sechsstufigen Prozess entwickelt, konsentiert, modellhaft implementiert und in regelmäßigen Abständen aktualisiert. Das qualitätsmethodische Vorgehen stützt sich auf aktuelle internationale Regeln zur Leitlinien- und Standardentwicklung in den Gesundheitsberufen und wird auf der Basis eigener Projekterfahrungen sowie einer Analyse der aktuellen qualitätsmethodischen Fachliteratur kontinuierlich weiterentwickelt. Die Ergebnisse sind in einem Methodenpapier zusammengefasst, das in der jeweils aktuellen Version auf der Webseite des DNQP als PDF-Datei kostenlos zur Verfügung steht: www.dnqp.de. Die sechs Stufen werden im Folgenden kurz skizziert.

#### Stufe 1: Auswahl relevanter Themen
Die Auswahl der Themen ist primär pflegeepidemiologisch begründet. Dekubitalgeschwüre, Inkontinenz, Stürze, Mangelernährung, Schmerzzustände und demenzielle Erkrankungen zählen zu den großen Pflegeproblemen unserer Gesellschaft. Zudem sind insbesondere in diesen Bereichen spürbare Qualitätsverbesserungen für Patienten und Pflegebedürftige zu erwarten. Daneben haben diese auch aus Wirtschaftlichkeitserwägungen eine hohe Relevanz für das Gesundheitswesen. Ähnliches gilt für den Komplex Entlassungsmanagement, dessen Bearbeitung durch die Erhöhung der Versorgungskontinuität zur Qualitätsverbesserung der Pflege beiträgt und zugleich auch zur Verbesserung der Ressourcennutzung der Gesundheitseinrichtungen sorgt.
Vorschläge zu Themen können von Angehörigen der Berufsgruppe ebenso formuliert und eingebracht werden wie durch andere Akteure aus dem Gesundheits- und Sozialwesen. Bei der Auswahl der Themen und der Festlegung ihrer Reihenfolge durch den Lenkungsausschuss sind die Ergebnisse einer Literaturrecherche im Hinblick auf den Relevanznachweis von maßgeblicher Bedeutung. Aus den Ergebnissen muss hervorgehen, dass mit dem vorgeschlagenen Thema ein erhebliches Qualitätsrisiko in der Pflegepraxis verbunden ist, z. B. die Medikamentenverabreichung. Sie sollten auch Anhaltspunkt dafür liefern, dass mit der Entwicklung eines Expertenstandards Aussicht auf deutliche Qualitätsverbesserungen bestehen. Die vorhandene Forschungsliteratur muss ergiebig genug sein, um daraus Empfehlungen für Risikoeinschätzungen und geeignete pflegerischen Interventionen zum jeweiligen Thema ableiten zu können. Außerdem ist zu gewährleisten, dass für die Entwicklung und Verbreitung der einzelnen Expertenstandards ausgewiesene Experten aus Praxis und Wissenschaft zur Verfügung stehen, denn ohne entsprechende Expertise im eigenen Land kann der Theorie-Praxis-Transfer mithilfe dieses Instruments nicht gelingen. Da es sich bei der Pflegewissenschaft um eine sehr junge Fachdisziplin handelt, ist es derzeit nicht möglich, zu allen relevanten Themen Expertenstandards zu entwickeln. Das o. g. Beispiel „Medikamentenverabreichung“ gehört zu den größten Qualitätsrisiken in der Pflege, lässt sich aber aus Mangel an wissenschaftlicher Fachexpertise in den Pflegeberufen hierzulande derzeit nicht bearbeiten.

#### Stufe 2: Bildung einer Experten-AG
Zur Entwicklung eines neuen Expertenstandards wird jeweils eine Experten-AG gebildet, die in ihrer Arbeit vom wissenschaftlichen Team des DNQP unterstützt wird. Sie besteht aus jeweils acht bis zwölf Mitgliedern - etwa zu gleichen Teilen aus Pflegepraxis und -wissenschaft - mit ausgewiesener Fachexpertise zum jeweiligen Thema. Um ihre Mitwirkung gebeten werden außerdem Vertreter aus Patienten- und Verbraucherschutz sowie Fachexperten anderer Gesundheits- und Sozialberufe in beratender Funktion. Damit wird die Grundlage für ein dialogisches Verfahren der Standardentwicklung zwischen unterschiedlichen Personen- und Interessengruppen mit hoher Fachkompetenz gelegt, das seine Fortsetzung im Rahmen der Konsentierung, Implementierung und Aktualisierung des Expertenstandards findet.
Die Gewinnung der Fachexperten und einer für das Thema in Wissenschaft und Praxis besonders anerkannte Person für die wissenschaftliche Leitung der Experten-AG erfolgt durch eine öffentliche Ausschreibung in Fachpresse und Internet. An dem Auswahlverfahren der Mitglieder der Experten-AG sind das wissenschaftliche Team und der Lenkungsausschuss des DNQP sowie die zukünftige wissenschaftliche Leitung beteiligt. Neben ihrer Fachexpertise und ihrer Unabhängigkeit von institutionellen und ökonomischen Interessen wird bei der Auswahl großer Wert darauf gelegt, dass Experten aus den drei Settings Krankenhaus, stationäre Altenhilfe und ambulante Pflege sowie den verschiedenen Aufgabenfeldern der Pflege (z. B. Gesundheits- und Kinderkrankenpflege) vertreten sind.

#### Stufe 3: Erarbeitung eines Expertenstandard-Entwurfs
Der Expertenstandard-Entwurf basiert auf einer umfassenden Auswertung der nationalen und internationalen Fachliteratur, um weitgehend forschungsgestützte Aussagen treffen zu können. Die Erarbeitung des Expertenstandards erfolgt arbeitsteilig zwischen Experten-AG und wissenschaftlichem Team. Die Experten-AG ist für das inhaltliche Niveau von Expertenstandard und Kommentierung zuständig, während das wissenschaftliche Team die Verantwortung für die Instrumentenentwicklung - Expertenstandard und Audit-Instrument - trägt. Diskussionsprozesse und Konsensfindung in der Experten-AG werden soweit formalisiert, wie es zum Erreichen eindeutiger Voten notwendig ist. Zur Transparenz des Verfahrens werden von den Sitzungen Protokolle erstellt.
Auf der Grundlage der vorab in Auftrag gegebenen umfassenden Literaturstudie mit einer Bewertung des aktuellen Wissenstands nimmt die Experten-AG in einem ersten Schritt eine Eingrenzung und Spezifizierung des Themas vor, um den Expertenstandard übersichtlich und für die Praxis handhabbar zu machen. Dabei spielen u. a. Fragen nach besonders gefährdeten Risikogruppen, nach Reichweite und Umsetzbarkeit des Standards eine wichtige Rolle. Bei der Entwicklung des Expertenstandards zur Pflege von Menschen mit chronischen Wunden hat sich die Experten-AG darauf verständigt, den Fokus auf die Versorgung von Menschen mit Dekubitus, Diabetischem Fußsyndrom und gefäßbedingtem Ulcus cruris zu legen.
In einem zweiten Schritt werden die Empfehlungen zu den zentralen pflegerischen Interventionen aus der Literaturstudie abgeleitet. Da derzeit bei weitem nicht zu allen Fragestellungen Studien vorliegen, kommt der eigenständigen Bewertung der Sachlage durch die Experten hohes Gewicht zu. Die bewerteten Aussagen der Literatur sind zusammen mit ihrem fachlichen erfahrungsbezogenem Urteil Grundlage für die Expertenempfehlungen und stellen somit das beste verfügbare wissenschaftliche und praktische Wissen zum Thema dar. Damit wird sichergestellt, dass nicht nur aufgrund formaler Evidenz Empfehlungen ausgesprochen werden, sondern dass im Lichte der vorliegenden Evidenz von Experten handlungsrelevante Vorschläge gemacht werden.

#### Stufe 4: Konsentierung eines Expertenstandard-Entwurfs
Das Konzept der Konsentierung ist vom DNQP erstmals im Februar 2000 angewendet worden. Die Konferenz ist als eintägige Veranstaltung konzipiert. Sie gliedert sich in drei Abschnitte; wobei für den eigentlichen Konsentierungsvorgang gut zwei Drittel der Zeit anberaumt sind.
- Einführende Referate zur gesundheitspolitischen und pflegeepidemiologischen Relevanz des Themas und zum Entwicklungsprozess des vorliegenden Expertenstandard-Entwurfs,
- Vorstellung, Erörterung und Konsentierung des Entwurfs: Jede inhaltliche Ebene des Standards wird von Mitgliedern der Experten-AG vorgestellt und begründet. Darauf erfolgt ein moderierter Fachdiskurs mit dem Plenum. Die Ergebnisse werden protokolliert und zusätzlich auf Tonband aufgezeichnet. Abschließend werden die Diskussionsergebnisse zu den einzelnen Ebenen einschließlich der vorgetragenen Kritikpunkte und Änderungswünsche vorgetragen. Der Konsentierungsvorgang endet mit der formalen Bestätigung der Ergebnisse durch das Plenum.
- Stellungnahmen zum Expertenstandard-Entwurf, dem Verlauf, den Ergebnissen der Konferenz durch Spitzenorganisationen und -verbände des Gesundheitswesens, Verbraucherschutz und Patientenverbände.

Die Ergebnisse fließen in die abschließende Version des Expertenstandards und die Kommentierungen zu den einzelnen inhaltlichen Ebenen des Standards ein. Zusammen mit der Literaturstudie werden Standard nebst Kommentierungsteil zeitnah als sogenannter Sonderdruck veröffentlicht. Dieser dient als verbindliche Grundlage für die anschließende modellhafte Implementierung. Ist diese abgeschlossen, erfolgt die abschließende Veröffentlichung zum Expertenstandard mit einem Bericht der wissenschaftlichen Begleitung über deren Verlauf und sämtlichen Ergebnissen.
Das Teilnahmeinteresse der Berufsangehörigen ist von Konferenz zu Konferenz kontinuierlich gestiegen, von anfänglich 440 angefragten Plätzen im Jahr 2000 auf 700 zehn Jahre später. In den schriftlichen Teilnehmer-Befragungen fanden insbesondere das methodische Konzept und das hohe Niveau der Fachdiskurse große Zustimmung.

#### Stufe 5: Modellhafte Implementierung eines Expertenstandards
Sie erfolgt unter wissenschaftlicher Begleitung in ca. 25 Gesundheits- und Pflegeeinrichtungen bundesweit mit der Zielsetzung, Aufschluss über seine Akzeptanz und Praxistauglichkeit zu gewinnen. Darüber hinaus sollen Erkenntnisse dazu gewonnen werden, welche Voraussetzungen für eine nachhaltige Einführung in der Pflegepraxis bedeutsam sind. Obwohl die beteiligten Einrichtungen den nicht unerheblichen personellen und zeitlichen Aufwand selbst tragen müssen, hat das Interesse an einer Beteiligung stetig zugenommen.
Ein vierstufiges Phasenmodell bildet die Grundlage für ein systematisches Vorgehen, seine Anwendung wird auch zur regulären Implementierung von Expertenstandards empfohlen. Das Phasenmodell wurde im Pilotprojekt zum Expertenstandard „Dekubitusprophylaxe“ in Anlehnung an den Qualitätszyklus der Methode der Stationsgebundenen Qualitätsentwicklung (SQE).
- Fortbildungen zum Expertenstandard: Anzahl und Themen sind dem jeweiligen Bedarf des/der beteiligten Pflegeteams anzupassen. Bedarfserhebungen sollten bereits vor Beginn des Implementierungsprojekts erfolgen. Fortbildungen finden nicht nur zu Projektbeginn, sondern i. d. R. während der ersten drei Phasen statt.
- Anpassung des Standards an die besonderen Anforderungen der Zielgruppe oder der Einrichtung im Sinne einer Konkretisierung einzelner Empfehlungen: Eine Anpassung oder Konkretisierung ist dann zu empfehlen, wenn besondere Bedingungen der Zielgruppe (z. B. diagnosebezogene oder kulturelle Besonderheiten) oder der Einrichtung (z. B. räumliche oder organisatorische Voraussetzungen) zu berücksichtigen sind. Wichtig ist, dass die Kernaussagen des Standards und das damit angestrebte Qualitätsniveau mit der Konkretisierung nicht unterschritten werden.
- Verbindliche Einführung und Anwendung des Expertenstandards: Die Standardeinführung erfordert seitens der Projektbegleitung viel Aufmerksamkeit für den Anleitungsbedarf und die Akzeptanz des Pflegepersonals. Ausreichende Ressourcen für die individuelle Anleitung sowie zeitliche Freiräume für das Ausprobieren sind dabei unverzichtbar.
- Abschließende Datenerhebung mit standardisiertem Auditinstrument: Im Rahmen des Audits werden alle Kriterienebenen des Standards überprüft. Dabei wird auf drei Datenquellen zurückgegriffen, um ein möglichst umfassendes Bild zu erhalten: die Pflegedokumentation, die Patienten-/Bewohner-Befragung und die Personalbefragung. Mithilfe des Audits werden wertvolle Qualitätsdaten erhoben, die einen Einblick in die Relevanz des Themas und den Entwicklungsstand der Pflege geben und darüber hinaus eine solide Grundlage für die weitere Qualitätsarbeit in der jeweiligen Einrichtung darstellen. Nicht zuletzt ist diesen Daten im Rahmen der Qualitätsberichterstattung ein wichtiger Stellenwert beizumessen.

Die Ergebnisse der Implementierung werden auf einem Netzwerk-Workshop vorgestellt und diskutiert und fließen in die abschließende Buchveröffentlichung des Expertenstandards ein. Die Erkenntnisse aus den bisherigen Implementierungsprojekten lassen darauf schließen, das ermutigende Ergebnisse der Modellabteilungen die Verbreitung des Standards stark forcieren. So gibt es eine Reihe von Einrichtungen, die bereits mehrfach an einer modellhaften Implementierung teilgenommen haben und denen es gelungen ist, die jeweiligen Expertenstandards betriebsweit einzuführen. Aufgrund regelmäßiger Re-Audits verfügen sie über konkrete Belege zur Wirksamkeit der Standards. Generell wird ein Audit von den Pflegepraktikern als Aufwertung ihrer Arbeit empfunden, es stellt daher einen Motivationsfaktor bei der Einführung von Expertenstandards dar.

#### Stufe 6: Aktualisierung eines Expertenstandards
Eine reguläre Aktualisierung erfolgt auf Grundlage einer neuen Literaturstudie fünf Jahre nach seiner Veröffentlichung. Allerdings ist bei gravierenden, praxisrelevanten Änderungen des Wissensstands eine vorzeitige Aktualisierung vorzunehmen. Um auf neue Forschungsergebnisse zeitnah reagieren zu können, führt das DNQP seit 2011 ein regelmäßiges Monitoring-Verfahren zwischen wissenschaftlichem Team und den Experten-AG's durch.
Das methodische Vorgehen bei der regulären Aktualisierung weist einen hohen Überschneidungsgrad mit der Entwicklung eines neuen Expertenstandards auf und hat in der Fachöffentlichkeit eine ebenso hohe Akzeptanz gefunden. Bei nur geringen Abweichungen des aktualisierten Expertenstandard-Entwurfs von der vorherigen Version des Expertenstandards verzichtet das DNQP auf die Durchführung einer erneuten Konsensus-Konferenz und modellhaften Implementierung. Der aktualisierte Expertenstandard wird im Rahmen eines Netzwerk-Workshops vorgestellt und diskutiert, zugleich erfolgt eine Neuauflage der Buchveröffentlichung zum Expertenstandard.

### Auswirkungen der Expertenstandards auf Berufspraxis und Berufsfeld
Seitens der Gesundheitspolitik, der Pflegewissenschaft und -praxis sowie Patienten-Verbänden und Verbraucherschutz wird seit langem gefordert, dass sich pflegerisches Handeln auf die beste vorhandene Evidenz stützen soll. Die Vorstellung, jede Pflegekraft könnte selbst bei einem auftretenden Pflegeproblem die vorhandene Fachliteratur - sei es auch nur in Form einer Internetrecherche, auf Evidenz zu durchforsten und so ihre Entscheidung für ihr berufliches Handeln evidenzbasiert fällen, ist von den Bedingungen der Praxis weit entfernt. Für den Theorie-/Praxis-Transfer sind daher explizite Methoden und Instrument notwendig. Die Expertenstandards haben sich als geeignete Instrumente der Verbreitung evidenten, handlungsrelevanten Wissens erwiesen, wie Erkenntnisse aus der modellhaften und regelhaften Implementierung belegen. Sie stellen der Praxis dieses Wissen zu wichtigen Risiken und Handlungsbereichen der Pflege zur Verfügung. Die Einführung von Expertenstandards fördert nicht nur die Qualitätsentwicklung in der Praxis, sondern schafft auch eine wichtige Verbindung zwischen Pflegewissenschaft und -praxis. Die Vermittlungsfunktion von pflegewissenschaftlich qualifizierten Pflegeexperten kann daher nicht hoch genug eingeschätzt werden.
Die Implementierung von Expertenstandards bietet Pflegefachkräften praxisrelevante Fortbildung und Anleitung vor Ort und leistet damit einen wichtigen Beitrag zur Kompetenzförderung des Personals. Sie optimiert damit den ansonsten oft mühsemen Transfer von Fortbildungswissen in die Praxis. Nicht zuletzt ergibt sich eine Ausstrahlung vom Niveau und der Arbeitsweise der Expertenstandards auf andere Themen. Der Einsatz von Assessment-Verfahren, die Einbeziehung von Patienten und Angehörigen sowie deren Schulung und Beratung und die Evaluation der Pflegeergebnisse werden über die jeweiligen Standardthemen hinaus zur Richtschnur für pflegerisches Handeln.
Kritische Stimmen bemängeln, dass die methodische Konzeption der Evidenzbasierung im Rahmen der Standardentwicklung bislang nur rudimentär umgesetzt wurde, wie sich an der mangelnden Kommentierung der untersuchten Studien mittels Evidenzklassen nachvollziehen lässt. Dass es zu diesem Thema kontroverse Auffassungen in der Pflegewissenschaft gibt, ist nicht verwunderlich, diese Kontroverse wird es so lange geben, wie es einen eklatanten Mangel an Forschungsergebnissen in der Pflege gibt. Das gilt besonders für die deutschsprachige, aber zu bestimmten Themenbereichen auch für die internationale Forschungsliteratur. So ist die öffentliche Förderung von Pflegeforschung, gemessen an dem Bedarf, im deutschsprachigen Raum evidenzbasierte Qualitätsinstrumente für die Pflegepraxis zu entwickeln, völlig unzureichend. Aus diesem Grund kann, um ein konkretes Beispiel zu nennen (darauf wurde bereits auch an anderer Stelle hingewiesen) ein dringend benötigter Expertenstandard zum Thema Medikamentenverabreichung bzw. -management in der Pflege, nicht entwickelt werden. Bei diesem Theme mangelt es sowohl an Pflegeforschungsliteratur als auch an wissenschaftlicher Expertise im deutschsprachigen Raum.
Inwieweit Expertenstandards Einfluss auf die Professionalisierung der Berufsgruppe nehmen, lässt sich daran festmachen, dass das Bewusstsein für Vorteile und Notwendigkeit einer wissenschaftsbasierten Qualitätsentwicklung in den vergangenen Jahren sprunghaft gestiegen ist. Dass die Expertenstandards in kürzester Zeit einen festen Platz in den Curricula der Bildungsprogramme sowie in der einschlägigen Fachliteratur und Lehrbüchern gefunden haben, mag dabei eine wichtige Rolle spielen. Es ist davon auszugehen, dass Expertenstandards die professionelle Verantwortung stärken. Sie dienen der Professionalisierung der Pflege, weil deren Inhalte von der Berufsgruppe selbst definiert und konsentiert werden und zugleich gesundheitspolitisch deutlich wird, dass sich Pflegewissenschaft und -praxis der Verpflichtung zur Versorgung der Bevölkerung auf dem aktuellen Stand der Kunst stellen. Mit den Expertenstandards gelingt es in der Pflege zunehmend, sich in der interdisziplinären Qualitätsdiskussion zu positionieren.
Aufgrund einer vorbildlichen Zusammenarbeit von Pflegepraxis- und -wissenschaft, der engen Kooperation von DNQP und DPR und einem produktiven „Networking for Quality“ ist es gelungen, auf dem Gebiet der Standardentwicklung internationales Niveau zu erreichen. Nicht nur auf nationaler Ebene, sondern auch im gesamten deutschsprachigen Raum ist eine große und weiterhin steigende Resonanz auf die Arbeit des DNQP festzustellen, aus der sich ein deutliches Interesse an ihrer Fortsetzung feststellen lässt.

## Übersicht bereits veröffentlichter Expertenstandards
- Dekubitusprophylaxe in der Pflege[27]
- Entlassungsmanagement in der Pflege für Deutschland[28]
- Schmerzmanagement in der Pflege[29]
  - Zusammenführung der zwei vorherigen Expertenstandards zu akuten bzw. chronischen Schmerzen
- Sturzprophylaxe in der Pflege[30]
- Kontinenzförderung in der Pflege[31]
- Pflege von Menschen mit chronischen Wunden[32]
- Ernährungsmanagement zur Sicherstellung und Förderung der oralen Ernährung in der Pflege[33]
- Förderung der physiologischen Geburt[34]
- Erhaltung und Förderung der Mobilität in der Pflege[35]
  - bisher einziger Expertenstandard nach §113a SGB XI
- Beziehungsgestaltung in der Pflege von Menschen mit Demenz[36]
- Förderung der Mundgesundheit in der Pflege[37]
- Förderung und Erhaltung der Hautintegrität in der Pflege[38]